# USS Theodore Roosevelt (CVN-71)
«Теодор Рузвельт» — англ. USS Theodore Roosevelt (CVN-71) — американский авианосец, четвёртый корабль типа «Нимиц». Назван в честь 26-го президента США Теодора Рузвельта.
Заложен 31 октября 1980 года, спущен на воду 27 октября 1985 года, введён в состав флота 25 октября 1986 года. Стоимость постройки составила примерно 4,5 миллиарда долларов.
Из-за большого объёма произведённых модернизаций и изменений между первыми тремя авианосцами класса «Нимиц» и «Теодором Рузвельтом», и последующими, некоторые эксперты считают, что появился новый класс авианосцев «Теодор Рузвельт», но официально такого класса не существует.
«Теодор Рузвельт» считается одним из самых активно применяемых авианосцев в своём классе. Он был задействован в операции «Буря в пустыне», с борта авианосца было совершено 4200 боевых вылетов и сброшено более 2100 тонн боеприпасов, что превышает показатели любого другого авианосца, участвовавшего в операции.
В 1999 году участвовал в войне НАТО против Югославии. С его борта было совершено 4270 вылетов без потерь, его самолёты уничтожили или повредили 477 тактических и 88 стационарных целей.
Кроме этого, авианосец «Теодор Рузвельт» применялся во время Иракской войны и в ходе oперации «Несокрушимая свобода». В частности, в ходе своей последней миссии в рамках этой операции штурмовики F-14 из авиагруппы авианосца выполнили 1163 боевых вылета общей продолжительностью 6876 часов и сбросили 4318 килограммов боеприпасов.
В 2007 году прошёл ремонт и модернизацию.